# Sainte-Foy-Tarentaise (skigebied)
Sainte-Foy-Tarentaise is een wintersportgebied in de Franse Alpen, meer bepaald in de Haute Tarentaise in het departement Savoie. Het ligt op de westelijke flank van de Pointe de la Foglietta (2930 m) op het grondgebied van de gelijknamige gemeente. Het gehucht Bonconseil aan de basis van dit skigebied werd vanaf de jaren 1980 ontwikkeld tot skidorp. Er kunnen tot 6000 vakantiegangers overnachten (2021).
Sainte-Foy telt 6 skiliften en een 20-tal pistes. Na 20 jaar in gemeentelijk beheer wordt de uitbating sinds 2013 uitbesteed aan een commerciële firma, Loisirs Solutions. De gronden en faciliteiten blijven van de gemeente.
Andere skigebieden in de onmiddellijke omgeving zijn La Rosière (Espace San Bernardo) ten noorden, Les Arcs (Paradiski) ten westen en Tignes en Val d'Isère (Espace Killy) ten zuiden.